# فرودگاه باندیاگارا
فرودگاه باندیاگارا (به انگلیسی: Bandiagara Airport) یک فرودگاه است . این فرودگاه در کشور مالی قرار دارد .